# 6267 Rozhen
Rozhen (asteróide 6267) é um asteróide da cintura principal, a 1,9642791 UA. Possui uma excentricidade de 0,0914649 e um período orbital de 1 161,13 dias (3,18 anos).
Rozhen tem uma velocidade orbital média de 20,25638688 km/s e uma inclinação de 2,10137º.
Este asteróide foi descoberto em 20 de Setembro de 1987 por Eric Elst.